# Vasile Mogoș
Vasile Mogoș (Vaslui, 31 de octubre de 1992) es un futbolista rumano. Juega de defensa y su equipo es el Universitatea Craiova de la Liga I de Rumania. Es internacional absoluto por la selección de Rumania desde 2019.

## Trayectoria
Comenzó su carrera en Italia, en clubes de la Serie D. En la temporada 2013-14 jugó en el Delta Porto Tolle de la Lega Pro Seconda Divisione. En 2014 dio el salto a la Lega Pro, tercer nivel profesional, incorporándose al Lumezzane.
El 2 de julio de 2015, firmó por dos años en el Teramo de la Serie B. Sin embargo, luego del escándalo de juego arreglados de 2015 dejó el club.

## Selección nacional
Debutó con la selección de Rumania el 15 de noviembre de 2019 ante Suecia en la clasificación para la Eurocopa 2020.

### Participaciones en Eurocopas
| Copa          | Sede     | Resultado        | Partidos | Goles |
| ------------- | -------- | ---------------- | -------- | ----- |
| Eurocopa 2024 | Alemania | Octavos de final | 1        | 0     |

## Clubes
| Club                  | País    | Año           |
| --------------------- | ------- | ------------- |
| Asti Calcio F. C.     | Italia  | 2010-2012     |
| Real Vicenza          | Italia  | 2012-2013     |
| Delta Porto Tolle     | Italia  | 2013-2014     |
| A. C. Lumezzane       | Italia  | 2014-2015     |
| Teramo Calcio         | Italia  | 2015          |
| A. C. Reggiana 1919   | Italia  | 2015-2017     |
| Ascoli Calcio 1898 FC | Italia  | 2017-2018     |
| U. S. Cremonese       | Italia  | 2018-2020     |
| A. C. ChievoVerona    | Italia  | 2020-2021     |
| F. C. Crotone         | Italia  | 2021-2023     |
| CFR Cluj              | Rumania | 2023-2025     |
| Universitatea Craiova | Rumania | 2025-presente |